# Celly Campello
Celly Campello, nome d'arte di Célia Benelli Campello (San Paolo, 18 giugno 1942 – Campinas, 4 marzo 2003), è stata una cantante, conduttrice televisiva, conduttrice radiofonica e occasionalmente attrice brasiliana.
Viene annoverata tra i pionieri del rock nel suo Paese

## Biografia
Di famiglia italiana, nacque a San Paolo e crebbe a Taubate col fratello, Tony Campelo, futuro cantante anche lui. Fu una bambina prodigio: a 5 anni sapeva già suonare pianoforte e chitarra, e a 6 venne ingaggiata da Radio Cacique, che la trasformò in una minidiva dell'etere, affidandole dapprima l'esecuzione di numerose sigle; al dodicesimo anno di età Celly ebbe anche la conduzione di un programma, che venne trasmesso per due stagioni radiofoniche facendola diventare popolarissima.
A 15 anni registrò la sua prima canzone, lato B di un 78 giri (sull'A c'era invece una canzone di suo fratello). Dal 1958 apparve in televisione e nel biennio 1959-1960 presentò col fratello il programma Celly e Tony em Hi-Fi, su Rede Record.
Nel 1959 esplose con la cover brasiliana di Stupid Cupid, intitolata Estúpido Cupido (il pezzo fu eseguito per la prima volta in uno show condotto da Chacrinha). Nello stesso anno interpretò un film accanto ad Amácio Mazzaropi, Jeca Tatu.
Incise poi canzoni che la resero famosa anche a livello internazionale, Lacinhos Cor-de-Rosa, Billy, Banho de Lua (cover brasiliana di Tintarella di luna di Mina).
Con dispiacere di tutti gli ammiratori, Celly Campello, che aveva ricevuto l'appellativo di "Rainha do Rock Brasileiro" (Regina del Rock Brasiliano), a 22 anni decise di lasciare il mondo dello spettacolo per formare una famiglia. Trasferitasi a Campinas, sposò un amico dell'adolescenza, José Eduardo Gomes Chacon.
Nel 1975 tornò sui suoi passi: fu tra i protagonisti, insieme al fratello, di Hollywood Rock, evento musicale tenutosi a Rio de Janeiro nel 1975, che verrà anche ripreso nel famoso film concerto Ritmo alucinante. Poi, nel 1976, si accordò con Rede Globo per la realizzazione di una telenovela tutta nel segno dell'artista, che tra l'altro vi recitò nel ruolo di sé stessa: titolo (Estupido Cupido, omaggio alla canzone che l'aveva lanciata) e musiche (naturalmente Estupido Cupido, più l'altra sua cover Banho de Lua). Estupido Cupido fu dopo La schiava Isaura la telenovela in Brasile più vista in quell'anno, ma dopo la sua conclusione Celly Campello, che sperava di incidere nuove canzoni, non riuscì a ottenere nessun contratto discografico e optò quindi per un ritiro definitivo, salvo fare qualche apparizione in tv.
Morì nel 2003 per un cancro al seno.

## Vita privata
Celly visse con Gomes Chacon a Campinas: il matrimonio, che durò fino alla morte della cantante, fu allietato dalla nascita di due figli, Cristiane e Eduardo.

## Discografia
- 1959: Come Rock With Me
- 1960: Broto Certinho
- 1960: A Bonequinha que Canta
- 1961: A Graça de Celly Campello e as Músicas de Paul Anka
- 1961: Brotinho Encantador
- 1962: Os Grandes Sucessos de Celly Campello
- 1968: Celly
- 1973: Anos 60
- 1976: Celly Campello